# Diplectrona atra
Diplectrona atra är en nattsländeart som beskrevs av Mclachlan 1878. Diplectrona atra ingår i släktet Diplectrona och familjen ryssjenattsländor. Inga underarter finns listade i Catalogue of Life.

## Bildgalleri

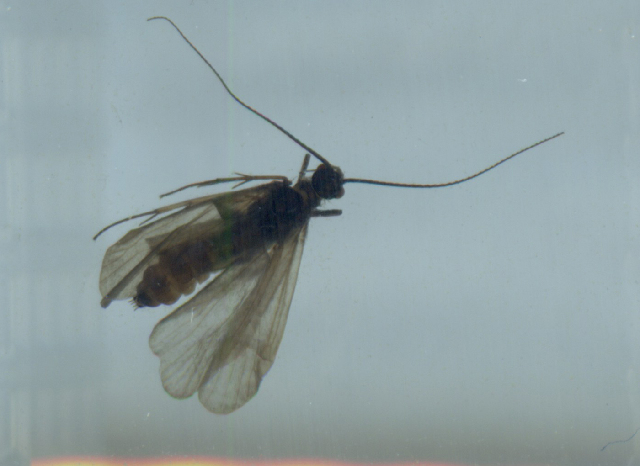